# Karaoğlan, Mihalgazi
Karaoğlan là một xã thuộc huyện Mihalgazi, tỉnh Eskişehir, Thổ Nhĩ Kỳ. Dân số thời điểm năm 2011 là 419 người.